# Omloop van het Houtland 2009
L'Omloop van het Houtland 2009, sessantacinquesima edizione della corsa, valido come evento dell'UCI Europe Tour 2009 categoria 1.1, si svolse il 23 settembre 2009 per un percorso di 188 km. Fu vinto dall'australiano Graeme Brown, che terminò la gara in 4h16'00" alla media di 44,062 km/h.
Dei 159 ciclisti alla partenza furono 138 a portare a termine il percorso.

## Squadre partecipanti
| N.    | Cod. | Squadra                      |
| ----- | ---- | ---------------------------- |
| 1-8   | CPI  | Team Capinordic              |
| 11-18 | QST  | Quick Step                   |
| 21-28 | SIL  | Silence-Lotto                |
| 31-38 | COF  | Cofidis, le Credit en Ligne  |
| 41-48 | KAT  | Team Katusha                 |
| 51-58 | MRM  | Team Milram                  |
| 61-68 | RAB  | Rabobank                     |
| 71-78 | RRC  | Rock Racing                  |
| 81-88 | TSV  | Topsport Vlaanderen-Mercator |
| 91-98 | LAN  | Landbouwkrediet-Colnago      |

| N.      | Cod. | Squadra                      |
| ------- | ---- | ---------------------------- |
| 101-108 | VAC  | Vacansoleil Pro Cycling Team |
| 111-118 | SKS  | Skil-Shimano                 |
| 121-128 | SKT  | An Post-Sean Kelly Team      |
| 131-138 | CDU  | Cinelli-Down Under           |
| 141-148 | JVB  | Jong Vlaanderen-Bauknecht    |
| 151-158 | CCB  | Cycling Club Bourgas         |
| 161-168 | PCO  | Palmans-Cras                 |
| 171-178 | REV  | Revor-Jartazi Cycling Team   |
| 181-188 | WIL  | Verandas Willems             |
| 191-198 | VVE  | Van Vliet-EBH Elshof         |

## Ordine d'arrivo (Top 10)
| Pos. | Corridore            | Squadra      | Tempo    |
| ---- | -------------------- | ------------ | -------- |
| 1    | Graeme Brown         | Rabobank     | 4h16'00" |
| 2    | Robert Wagner        | Skil-Shimano | s.t.     |
| 3    | Niko Eeckhout        | An Post      | s.t.     |
| 4    | Frederique Robert    | QuickStep    | s.t.     |
| 5    | Aart Vierhouten      | Vacansoleil  | s.t.     |
| 6    | Roy Sentjens         | Silence      | s.t.     |
| 7    | Kristof Goddaert     | Topsport Vl. | s.t.     |
| 8    | Aleksej Markov       | Katusha      | s.t.     |
| 9    | Jonas Aaen Jørgensen | Capinordic   | s.t.     |
| 10   | Steve Schets         | Jong Vlaan.  | s.t.     |